# Dong Jie
Dong Jie (chinês: 董洁; Huai'an, 31 de outubro de 1998) é uma nadadora chinesa, campeã olímpica.

## Carreira
Jie conquistou a medalha de ouro nos Jogos Olímpicos de Verão de 2020 em Tóquio na prova de revezamento 4×200 m livre feminino, ao lado de Yang Junxuan, Tang Muhan, Zhang Yufei, Li Bingjie e Zhang Yifan, com a marca de 7:40.33.